# Saturn Outlook
Saturn Outlook – samochód osobowy typu crossover klasy pełnowymiarowej produkowany pod amerykańską marką Saturn w 2006–2010.

## Historia i opis modelu

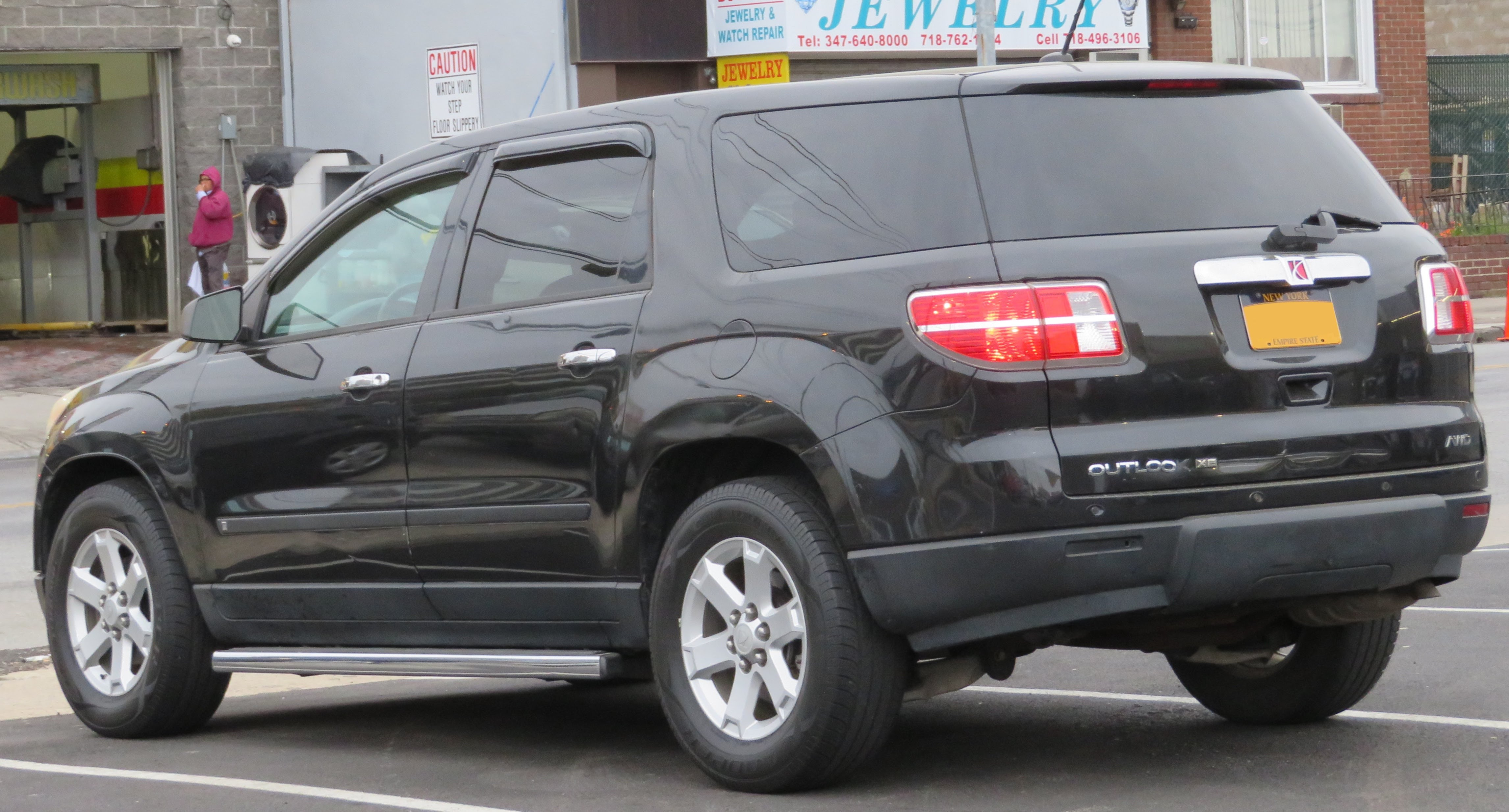
Saturn Outlook – tył

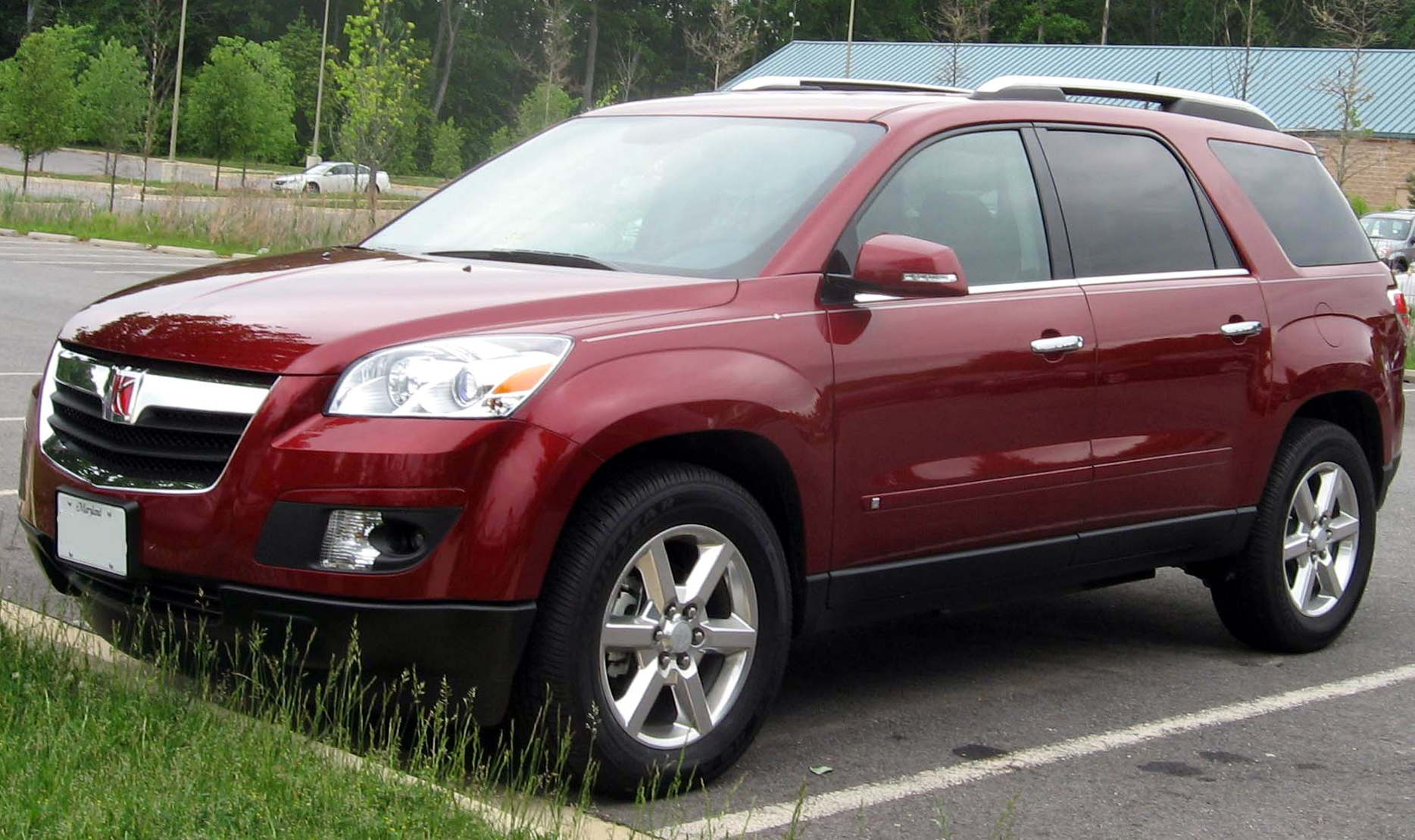
Saturn Outlook XR

Następca vana Relay zadebiutował na międzynarodowym salonie samochodowym w Nowym Jorku. Samochód skonstruowany został w oparciu o płytę podłogową GM Lambda, z której skorzystały także bliźniacze modele Buick Enclave, Chevrolet Traverse oraz GMC Acadia. Outlook był pozycjonowany jako najtańszy model z tego grona.
Saturn Outlook, razem z innymi samochodami korzystającymi z platformy GM Lambda, produkowany był w fabryce w Delta Township koło Lansing w stanie Michigan. Pierwsza, przedprodukcyjna seria Outlooków zjechała z taśm fabryki 24 maja 2006. Produkcja została zakończona przedwcześnie w 2010 roku z powodu likwidacji marki Saturn.

### Wersje wyposażeniowe
- XE
- XR

### Silniki
- V6 3.6l LY7
- V6 3.6l LLT